# 大中天武
大中天武（1525年八月—九月）是中國明朝嘉靖年间乾州变民領袖樊紳的年号，共計1個多月。
明世宗嘉靖四年（1525年）八月，陝西西安府乾州樊紳率眾起兵，攻打乾州城，建元大中天武，造《大中令》。九月二十八日，樊紳被官府擒获。

## 西元紀年對照表
| 大中天武 | 元年   |
| -------- | ------ |
| 西元     | 1525年 |
| 干支     | 乙酉   |

## 同期存在的其他政權年號
- 中國
  - 嘉靖（1522年－1566年）：明朝—明世宗朱厚熜之年号
- 日本
  - 大永（1521年－1528年）：后柏原天皇、后奈良天皇之年號
- 越南
  - 統元 （1522年－1527年）：后黎朝—恭皇帝黎椿之年号

## 参看
- 中國年號索引